# Brute Force (1914)
Brute Force is een Amerikaanse korte film uit 1914 onder regie van D.W. Griffith.

## Verhaal
Een jongeman valt in slaap boven een boek over holenmensen. Hij droomt dat hij zelf in de oertijd terechtgekomen is. Tijdens zijn droom beleeft hij een avontuur, waarin een stam wordt aangevallen door aapmensen en bedreigd door voorhistorische wezens waaronder een ceratosaurus.

## Rolverdeling
| Acteur            | Personage           |
| ----------------- | ------------------- |
| Robert Harron     | Harry Faulkner      |
| Mae Marsh         | Lillywhite          |
| William J. Butler | Vader van Priscilla |
| Wilfred Lucas     | Brute kracht        |
| Edwin Curglot     | Holbewoner          |
| Alfred Paget      | Stamlid             |
| Jennie Lee        | Holbewoonster       |